# VM i fodbold for kvinder 1995
Verdensmesterskabet i fodbold for kvinder 1995 var det andet officielle VM for kvinder, og slutrunden blev afholdt i Sverige i perioden 5. – 18. juni 1995. Kampene blev spillet i Stockholm, Gävle, Västerås, Helsingborg og Karlstad.
De 12 deltagende nationer, der var blevet fundet ved en forudgående kvalifikationsturnering, spillede først en indledende runde med 3 grupper á 4 hold. De to bedste hold fra hver gruppe samt de to bedste treere gik videre til kvartfinalerne.
Norge, sølvvindere ved VM 1991, blev verdensmester efter finalesejr på 2-0 over Tyskland. Danmark gik videre til kvartfinalen, hvor holdet tabte til de senere vindere fra Norge.

## Indledende runde
| Gruppe A             |                      |                      |       |
| Tyskland - Japan     | Tyskland - Japan     | Tyskland - Japan     | 1-0   |
| Sverige - Brasilien  | Sverige - Brasilien  | Sverige - Brasilien  | 0-1   |
| Sverige - Tyskland   | Sverige - Tyskland   | Sverige - Tyskland   | 3-2   |
| Brasilien - Japan    | Brasilien - Japan    | Brasilien - Japan    | 1-2   |
| Sverige - Japen      | Sverige - Japen      | Sverige - Japen      | 2-0   |
| Brasilien - Tyskland | Brasilien - Tyskland | Brasilien - Tyskland | 1-6   |
|                      | Kampe                | Mål                  | Point |
| Tyskland             | 3                    | 9-4                  | 6     |
| Sverige              | 3                    | 5-3                  | 6     |
| Japan                | 3                    | 2-4                  | 3     |
| Brasilien            | 3                    | 3-8                  | 3     |

| Gruppe B          |                   |                   |       |
| Norge - Nigeria   | Norge - Nigeria   | Norge - Nigeria   | 8-0   |
| England - Canada  | England - Canada  | England - Canada  | 3-2   |
| Norge - England   | Norge - England   | Norge - England   | 2-0   |
| Nigeria - Canada  | Nigeria - Canada  | Nigeria - Canada  | 3-3   |
| Norge - Canada    | Norge - Canada    | Norge - Canada    | 7-0   |
| Nigeria - England | Nigeria - England | Nigeria - England | 2-3   |
|                   | Kampe             | Mål               | Point |
| Norge             | 3                 | 17-0              | 9     |
| England           | 3                 | 6-6               | 6     |
| Canada            | 3                 | 5-13              | 1     |
| Nigeria           | 3                 | 5-14              | 1     |

| Gruppe C             |                      |                      |       |
| USA - Kina           | USA - Kina           | USA - Kina           | 3-3   |
| Danmark - Australien | Danmark - Australien | Danmark - Australien | 5-0   |
| USA - Danmark        | USA - Danmark        | USA - Danmark        | 2-0   |
| Kina - Australien    | Kina - Australien    | Kina - Australien    | 4-2   |
| USA - Australien     | USA - Australien     | USA - Australien     | 4-1   |
| Kina - Danmark       | Kina - Danmark       | Kina - Danmark       | 3-1   |
|                      | Kampe                | Mål                  | Point |
| USA                  | 3                    | 9-4                  | 7     |
| Kina                 | 3                    | 10-6                 | 7     |
| Danmark              | 3                    | 6-5                  | 3     |
| Australien           | 3                    | 3-13                 | 0     |

## Slutspil

### Kvartfinaler
- Japan – USA 0-4 (Strömvallen, Gävle)

0-1, 0-2 Kristine Lilly (8., 42.), 0-3 Tiffeny Milbrett (45.), 0-4 Tisha Venturini (80.)
- Norge – Danmark 3-1 (Tingvalla Idrottsplats, Karlstad)

1-0 Gro Espeseth (21.), 2-0 Linda Medalen (64.), 3-0 Hege Riise (85.), 3-1 Gitte Krogh (86.)
- Tyskland – England 3-0 (Arosvallen, Västerås)

1-0 Martina Voss (41.), 2-0 Maren Meinert (55.), 3-0 Heidi Mohr (82.)
- Sverige – Kina 1-1 efs. (Olympia, Helsingborg)

0-1 Sun Qingmai (29.), 1-1 Ulrika Kalte (93. str.), Kina vandt 4-3 på straffespark

### Semifinaler
- USA – Norge 0-1 (Arosvallen, Västerås)

0-1 Ann Kristin Aarønes (10.)
- Tyskland – Kina 1-0 (Olympia, Helsingborg)

1-0 Bettina Wiegmann (88.)

### Bronzekamp
- Kina – USA 0-2 (Strömvallen, Gävle)

0-1 Tisha Venturini (24.), 0-2 Mia Hamm (55.)

### Finale
- Tyskland – Norge 0-2 (Råsunda, Solna, Stockholm)

0-1 Hege Riise (37.), 0-2 Marianne Pettersen (40.)
Dommer: Ingrid Jonsson (Sverige)
17.158 tilskuere